# Индекс промышленного производства
Индекс промышленного производства, сокращенно ИПП.
ИПП — экономический показатель динамики объёма промышленного производства, его подъёма или спада, определяется в виде отношения текущего объёма производства в денежном выражении к объёму в предыдущем или другом базисном году. Определяется путём отбора товаров-представителей, характеризуемых как важнейшие виды промышленной продукции.

## ВВП и ИПП
Данный индекс можно считать одной из частей ВВП по той причине, что он выражает изменение объёма производства в стране в следующих отраслях:
- Добыча полезных ископаемых;
- Обрабатывающие производства;
- Производство и распределение электроэнергии, газа и воды.

То есть данный индекс характеризует изменение ВВП за счёт фундаментальных отраслей экономики.

## ИПП в России
В России рассчитывается в соответствии с Официальной статистической методологией исчисления индекса промышленного производства (утв. приказом Росстата от 16 января 2020 года № 7). Компании, представляющие фундаментальные отрасли, составляют основу капитализации всего фондового рынка РФ. К таким компаниям относятся: Газпром, Лукойл, РусГидро, крупнейшие машиностроительные производители и так далее.
Рост ИПП свидетельствует о росте производства, который, в свою очередь, увеличивает прибыль, что может выражаться в растущей цене акций компаний, связанных с промышленным производством.

## Пример динамики ИПП
При снижении ИПП, не обязательно будет происходить обратный процесс, так как инфляция увеличивает выручку и прибыль производителей даже в том случае, если реальное производство не растет.
Рассмотрим гипотетическую ситуацию, которая могла возникнуть в мае 2010 года.
| Период             | Уровень произведенных товаров и услуг в отраслях, принимаемых к расчёту ИПП, трлн руб. |
| ------------------ | -------------------------------------------------------------------------------------- |
| Январь-Апрель 2009 | 8                                                                                      |
| Апрель 2009        | 2                                                                                      |
| Март 2010          | 3                                                                                      |
| Апрель 2010        | 2,3                                                                                    |
| Январь-Апрель 2010 | 10                                                                                     |

Из этих данных мы можем получить три показателя ИПП.
| Период                                  | ИПП, % |
| --------------------------------------- | ------ |
| Январь-Апрель 2010 к Январю-Апрелю 2009 | 125    |
| Апрель 2010 к Апрелю 2009               | 115    |
| Апрель 2010 к Марту 2010                | 77     |

Эти показатели можно интерпретировать следующим образом:
- за первые 4 месяца 2010 года было произведено на 25 % товаров и услуг, принимаемых к расчёту, больше чем за первые 4 месяца предыдущего (2009) года;
- при этом в апреле 2010 было произведено на 15 % больше, чем в апреле 2009 года;
- однако, в апреле 2010 года было произведено на 23 % меньше чем в марте этого же года.

Если сравнить данные сведения с изменением ВВП за те же периоды, то можно будет сделать вывод о том, как изменился объём производства в фундаментальных отраслях относительно всех остальных сфер производства и услуг. То есть, если ИПП растет быстрее ВВП, то это говорит о более быстрых темпах развития фундаментальных отраслей. В ситуации, когда ИПП отстает от прироста ВВП, наблюдается обратная тенденция.
Это чисто гипотетическая ситуация, но, тем не менее, она позволяет понять, что представляет собой индекс промышленного производства (ИПП).